# Ксеро
«Ксеро» (англ. Xero) — експериментальний лесбійський порнофільм 2010 року режисера Джека «Зіппера». Прем'єра відбулася 21 червня 2010 року в США, 1 липня фільм вийшов на DVD, а 28 жовтня його показали на Берлінському порнофестивалі.

## Сюжет
Фільм об'єднав в собі лесбійську еротику у виконанні п'яти дівчат і стилізацію під японські дзен-традиції, а також містить у собі БДСМ-елементи: володіння ножем, протигази, латекс, маски.

## У ролях
- Джейд Старр[de] — брюнетка
- Джеймі Ленгфорд — шатенка
- Франциска Фейселла — блондинка
- Деві Лінн
- Зої Мінкс

## Нагороди та номінації
Нагороди
- 2011 — AltPorn Award — «Best Feature AltPorn Video»[6]

Номінації
- 2011 — AVN Awards — «Best All-Girl-Release»[7]
- 2011 — AVN Awards — «Best Art Direction»[7]
- 2011 — AVN Awards — «Best Music Soundtrack»[7]
- 2011 — AVN Awards — «Best Tease Performance» (Джеймі Ленгфорд)[7]